# In circolo
In circolo, pubblicato nel 2002 per la Santeria, è il terzo album del gruppo musicale piemontese Perturbazione.

## Descrizione
Il disco è stato registrato in casa da Fabio Magistrali a Cortiglione (provincia di Asti) tra il 16 e il 25 marzo 2001, con un'appendice a Pavia il 2 aprile. Missato nell'aprile dai Perturbazione e dallo stesso Magistrali a Cortiglione e Cascine Nuove e Bissone (Santa Cristina e Bissone), in provincia di Pavia, il disco è stato masterizzato al Nautilus da Giovanni Versari.
L'album è presente nella classifica dei 100 dischi italiani più belli di sempre secondo Rolling Stone Italia alla posizione numero 88.

## Tracce
1. La rosa dei 20 - 3:48
2. agosto - 4:28
3. Mi piacerebbe - 3:23
4. Rocket Coffee - 1:24
5. Icerberg - 4:14
6. Arrivederci addio - 4:13
7. Senza una scusa - 5:24
8. This Ain't My Bed Anymore - 2:22
9. Il senso della vite - 3:21
10. Quando si fa buio - 3:48
11. Cuorum - 4:26
12. Fiat lux - 0:41
13. Per te che non ho conosciuto - 4:53
14. I complicati pretesti del come - 3:57

### Edizione 2012
L'edizione del 2012, ristampata e pubblicata il 14 novembre da Santeria/Audioglobe in occasione del decennale dall'originale, è chiamata In circolo - Dieci anni dopo e consiste di un doppio CD: oltre all'originale versione di In circolo è presente un secondo CD chiamato Fuori dal giro e contenente 24 brani tra inediti assoluti, cover, riadattamenti di alcuni brani e altri pezzi mai pubblicati.
Tracce di Fuori dal giro
1. Meno di due
2. The Sample & the Loser
3. E fora chiovi
4. Portami via di qua, sto male
5. The Lateness of My Biological Clock
6. Tip
7. Wonderful Life
8. Uno senza
9. Doppiopetto caminetto
10. agosto: Points & Distortions (Populous remix)
11. Why Won't You Stay
12. Il grande passo
13. Il senso della vite (versione acustica)
14. settembre
15. We Dance
16. Tap
17. Per te che non ho conosciuto (featuring Lazy P)
18. Less Than Two
19. Il laureando
20. Non cercarmi
21. La canzone del Civich
22. Yesterday
23. Sull'eccessivo potere della democrazia in musica (quando ti strappano il microfono)
24. Ultimo giro

## Formazione

### Gruppo
- Tommaso Cerasuolo - voce
- Cristiano Lo Mele - chitarra, tastiera
- Stefano Milano - basso
- Rossano Antonio Lo Mele - batteria
- Gigi Giancursi - chitarra, voce
- Elena Diana - violoncello

Altri musicisti
- Cyril Phoa - tromba
- Fabio Magistrali - organo Hammond